# Clara Louise Kellogg
Clara Louise Kellogg (Sumter, Carolina del Sud, 9 de juliol de 1842 - New Hartford, Connecticut, 13 de maig de 1916), va ser una soprano operística estatunidenca.

## Biografia
Clara Louise Kellogg va néixer a Sumter (Carolina del Sud), filla de Jane Elizabeth (Crosby) i de George Kellogg, que era mestre d'escola. De petita ja va mostrar un talent excepcional per a la música i als set anys ja sabia llegir les partitures més difícil. Després va estudiar a l'Acadèmia de Música de Nova York, i allà va cantar per primera vegada en públic. La seva veu de soprano fina i els seus dots artístics aviat la van fer famosa. Va cantart com a prima donna de l'òpera italiana a Londres i en concerts el 1867 i 1868, i des d'aleshores fins a 1887 va ser una de les principals cantants. Va aparèixer a intervals a Londres, però va cantar principalment als Estats Units. També va cantar a Berlín i a Sant Petersburg.
El 1874 Kellogg va organitzar una companyia d'òpera que va ser molt coneguda als Estats Units, i la seva iniciativa i energia per dirigir-la van ser notables. La companyia va afrontar una tragèdia el 26 de maig de 1882, quan dos dels seus membres, el virtuós pianista Herman Rietzel i el baixista George Conly, es van ofegar al llac Spofford mentre estaven de gira.
Kellogg es va retirar després de casar-se amb Carl Strakosch a Elkhart (Indiana), el 6 de novembre de 1886. El 1913 va publicar les seves memòries, titulades Memoirs of an American Prima Donna (Memòries d'una prima donna americana). Va morir a casa seva a New Hartford, Connecticut, el 13 de maig de 1916.